# 邓廷桢墓
邓廷桢墓位于中国江苏省南京市栖霞区麒麟门外灵山下，为历任清朝两广总督、闽浙总督及陕甘总督的邓廷桢的墓葬。邓廷桢道光二十六年（1846年）4月卒于西安任所，归葬南京东郊邓家山祖坟。该墓20世纪60年代因修建大蒲塘水库迁至现址。1982年被列为江苏省文物保护单位。
该墓面朝西南，背靠灵山。原墓前有邓廷桢夫妇墓碑各一块，分别用篆体阴刻“皇清诰封荣禄大夫振威将军显考嶰筠府君之墓”与“皇清诰封一品夫人显妣张夫人之墓”，下刻“男尔晋咸巽敬立”、“道光贰拾陆年”。原墓碑1958年修建水库时被埋在水坝内，现碑为1962年10月重立，正面为“清两广闽浙陕甘总督邓廷桢之墓”，反面刻《重立碑记》，记述墓主简历功绩以及立新碑的原委。碑后为墓冢，圆形，20世纪80年代整修改为水泥抹面，高2.1米，直径4米，墓基周长约13米。因无人管理，该墓墓中虽已没有任何文物，但墓穴仍多次被盗，现墓园已成荒冢。